# Сан-Дженезьо-эд-Юнити
Сан-Дженезьо-эд-Юнити (итал. San Genesio ed Uniti) — коммуна в Италии, находится в регионе Ломбардия, подчиняется административному центру Павия.
Население составляет 3395 человек, плотность населения составляет 424 чел./км². Занимает площадь 8 км². Почтовый индекс — 27010. Телефонный код — 0382.
Покровителем коммуны почитается святой Генезий, празднование в последнее воскресенье августа.